# Martin Wandel
Pour les articles homonymes, voir Wandel.
Martin Wandel (15 avril 1892 à Berlin - 14 janvier 1943 à Chilino) est un General der Artillerie allemand qui a servi au sein de la Heer dans la Wehrmacht pendant la Seconde Guerre mondiale.
Il a été récipiendaire de la Croix de chevalier de la Croix de fer. Cette décoration est attribuée pour récompenser un acte d'une extrême bravoure sur le champ de bataille ou un commandement militaire accompli avec succès.

## Biographie
Martin Wandel s'engage dans l'armée le 16 avril 1910 en tant que porte-drapeau. Promu lieutenant le 18 août 1911 avec le brevet du 20 août 1909 dans le 21e régiment d'artillerie de campagne, il sert comme officier pendant la Première Guerre mondiale.
Martin Wandel est tué le 14 janvier 1943 durant la Bataille de Stalingrad, et est promu à titre posthume General der Artillerie.

## Décorations
- Croix de fer (1914)
  - 2e Classe
  - 1re Classe
- Croix d'honneur
- Agrafe de la Croix de fer (1939)
  - 2e Classe
  - 1re Classe
- Médaille du Front de l'Est
- Croix de chevalier de la Croix de fer
  - Croix de chevalier le 23 novembre 1941 en tant que Generalmajor et commandant de la 121. Infanterie-Division[1]